# ActuaBD
ActuaBD est un webzine belge francophone d'actualité consacré à la bande dessinée fondé par Patrick Pinchart en 1996 sous le nom Univers BD. Il propose quotidiennement des actualités, chroniques, critiques et interviews, ainsi que parfois quelques dossiers plus polémiques. Il est animé par une cinquantaine de journalistes et chroniqueurs spécialisés, tous bénévoles dirigés par le rédacteur en chef Charles-Louis Detournay avec Didier Pasamonik.

## Histoire
Le site Univers BD est fondé en 1996 par le journaliste Patrick Albray, qui s'en occupe seul durant plusieurs années. En 2000, Univers BD devient actuabd.com. Début 2003, l'ancien éditeur Didier Pasamonik rejoint le site et en devient progressivement son principal contributeur. C'est également début 2003 que Nicolas Anspach rejoint le site et en devient peu après le rédacteur en chef. L'année suivante, François Peneaud y devient le journaliste couvrant la bande dessinée américaine, fonction qu'il occupe durant trois ans. En 2006, Charles-Louis Detournay rejoint le webzine. Fin 2011, Charles-Louis Detournay remplace Anspach à la rédaction en chef. Aurélien Pigeat et Frédéric Hojlo furent respectivement rédacteurs en chef adjoints des sections comics et BD alternative, remplacés en 2023 par Guillaume Boutet et Romain Garnier.

Ancien logo d'ActuaBD.

Le Rapport Gilles Ratier de l'ACBD (Association des critiques et journalistes français de bande dessinée) le place en première position des sites généralistes français d'information sur la BD. Selon Patrick Gaumer, l'auteur du Dictionnaire Larousse de la BD : « ActuaBD se démarque par son indépendance d’esprit et par l’éclectisme de son contenu. Ajoutons-y une réactivité de tous les instants… Titre oblige ! ».

## Personnalité BD de l'année
Depuis 2010, ActuaBD distingue une personnalité de l'année, qui peut être un humain, un personnage, une société, une publication, etc.
- 2010 : Jean Van Hamme, auteur belge[8]
- 2011 : Fanny Rodwell, éditrice belge[9]
- 2012 : Albert Uderzo, auteur français[10]
- 2013 : Spirou, personnage[11]
- 2014 : Gotlib, auteur français[12]
- 2015 : Charlie Hebdo, hebdomadaire français[13]
- 2016 : Catherine Meurisse, auteure française[14]
- 2017 : Gilles Ratier, historien français de la bande dessinée[15]
- 2018 : Wilfrid Lupano, scénariste de bande dessinée français[16]
- 2019 : Emil Ferris, dessinatrice américaine[17]
- 2020 : Hubert, scénariste et coloriste français[18]
- 2021 : Luffy de One Piece, personnage[19]
- 2022 : Marguerite Abouet, scénariste ivoirienne [20]
- 2023 : François Bourgeon, scénariste et dessinateur français [21]
- 2024 : Emmanuel Guibert, scénariste et dessinateur français [22]

## Documentation
- Patrick Gaumer, « Actuabd.com », dans Dictionnaire mondial de la BD, Paris, Larousse, 2010 (ISBN 9782035843319), p. 4-5.